# Байки из склепа: Кровавый бордель
«Кровавый бордель» (англ. Bordello of Blood, Tales from the Crypt Presents: Bordello of Blood) — комедийный фильм ужасов по мотивам сериала «Байки из склепа» режиссёра Гилберта Адлера. Премьера фильма состоялась 16 августа 1996 года. Фильм провалился в прокате, собрав всего $5 781 045 долларов

## Сюжет
Молодой парень по имени Калеб вместе с друзьями встречает в баре мужчину, который рассказывает о борделе, расположенном на территории похоронного бюро. Друзья решают отправиться в это странное заведение. Однако оказывается, что проститутками в борделе являются женщины-вампирши. После пропажи Калеба на его поиски отправляется его сестра Кэтрин. Для этого она обращается к частному детективу Ральфу Гутману. Вскоре, после некоторых поисков, частный детектив находит бордель, которым управляет мадам Лилит.

## В ролях
- Кори Фельдман — Калеб
- Эрика Элениак — Кэтрин, сестра Калеба
- Крис Сарандон — проповедник
- Деннис Миллер — частный детектив Ральф Гутман
- Энджи Эверхарт — Лилит[источник не указан 2064 дня]
- Уильям Сэдлер — Мумия
- Джон Кассир — хранитель склепа
- Фил Фондакаро — Винсент Пратер

## Саундтрек
- Anthrax — «Bordello of Blood»
- Kerbdog — «This is Not a Love Song»
- Free — «All Right Now»
- Thin Lizzy — «Jailbreak»
- Sweet — «The Ballroom Blitz»
- Red Kross — «Deuce»
- Scorpions — «Still Loving You»
- Humble Pie — «30 Days in the Hole»
- Cinderella — «Love’s Got Me Doin' Time»
- The Herd — «From the Underworld»